# Fernando José de Portugal
Fernando José de Portugal e Castro, primer conde de Aguiar y segundo Marqués de Aguiar (Lisboa, 4 de diciembre de 1752 — Río de Janeiro, 24 de enero de 1817) fue vice-rey de Brasil desde el 14 de octubre de 1801 al 14 de octubre de 1806 y también gobernador de Bahía y ministro del príncipe regente D. João. Conocedor de aquella provincia, asumió la cartera del Reino en el gobierno formado tras la llegada de la familia real a Río de Janeiro..

## Datos genealógicos
Se casó en Río de Janeiro con su la sobrina, Maria Francisca de Portugal e Castro (nacida en Lisboa en 1782), dama de la reina D. María I de Portugal y camarera de la princesa y después emperatriz de Brasil, D. María Leopoldina de Austria. No dejaron descendencia.
Su padre, José de Portugal e Castro, nació en Lisboa en 1706 y murió en Lisboa en 1775, siendo el 3º marqués de Valença. Este había casado en Lisboa en 1728 con Luisa de Lorena Teles da Silva (nacida en 1712), de quien nacieron diversos hijos, entre ellos su hermano y suegro, Afonso (Lisboa 1748-1802) Conde de Vimioso y Marqués de Valença, gobernador de Bahía, casado en 1778 en Lisboa con Maria Teles da Silva (1758-1824).
Formado en Derecho por la Universidad de Coímbra, siguió la carrera de la magistratura, habiendo servido en el Tribunal de la Relación de Lisboa y en la Casa da Suplicação.

## Trayectoria
De 1788 a 1801, fue gobernador y capitán general de la Capitanía de la Bahía de Todos los Santos, de donde marchó hacia Río de Janeiro como vice-rey hasta 1806. 
Autor de las meticulosas Observaciones hechas en 1804 al Regimiento traído en 1677 por el gobernador general Roque da Costa Barreto, documento que, en la opinión del historiador Hélio Viana, constituye no solo una crítica bien hecha a la administración colonial, sino un valioso conjunto de oportunas sugerencias para su mejora, en todos los sectores. En su gobierno fue introducido el uso de la vacuna en Brasil. En Bahía promovió el cultivo de la pimienta, actuó contra el control de los precios de la carne y de la harina de mandioca.
Parcialmente responsabilizado por la carestía alimentaria que pasó a asolar la ciudad como consecuencia de estas medidas en un cuadro de tensión social, agravado por la fuerte presencia en la ciudad de esclavos y forros, creó el conjunto ideal para la llamada Conjura bahiana en 1798. Circularon panfletos con denuncias sobre la pésima condición de los negros y mulatos. El gobernador ordenó la identificación de los envueltos en un plan conspiratorio, buscando identificar la caligrafía hasta dentro de su secretariado. En agosto de 1798 fueron prendidas 47 personas acusadas, la mayoría mulatos, de los cuales nueve eran esclavos. En octubre, informó a Lisboa de la conjura. En carta a Rodrigo de Sousa Coutinho, informó que la conspiración era obra de gente de pésima conducta y falta de religión, con cabecillas como Luís Gonzaga, João de Dios, Lucas Dantas y Luís Pires, cuatro pardos, no habiendo participado personas de consideración o que tuvieran conocimientos y luces. Aun así, juzgaba prudente un escarmiento, a la vista de ejemplos semejantes – citando el caso de Minas Gerais, tan reciente.
Sin embargo, Rodrigo de Sousa fue informado por otros canales de que personas de buena condición social se hallaban envueltas, lo que atribuyó a la laxitud del gobierno de Bahía. Ordenó interrogatorios y que el Gobernador castigara a los culpables. El gobernador halló la reprimenda injusta y se mostró dolido por la acusación de incuria, sabiendo que el deseo de libertad estaba asociado a los ideales de la Francia jacobina.
Concluido el virreinato, regresó a Portugal. Después vino con la corte a Río de Janeiro, ocupando cargos en los Ministerios de la Guerra y de los Negocios Extranjeros, presidente del Real Erario, miembro del Consejo de Hacienda. Su exención y honradez quedaron probadas. Murió en tal estado de pobreza que ni dejó dinero suficiente para su funeral.
Fue sepultado en la tarde del día 25 de enero de 1817, en la Iglesia de São Francisco de Paula, en un carneiro de la orden de São Francisco de Paula..

## Títulos
Hecho conde de Aguiar por carta regia de 17 de diciembre de 1808 por la reina D. María I de Portugal.